# Адмирал Нахимов (атомен крайцер, 1986)
Адмирал Нахимов (на руски: Адмирал Нахимов) е тежък атомен ракетен крайцер (ТАРК) от проекта 1144 „Орлан“. До 1992 г. носи името „Калинин“.
Кораб от 1-ви ранг, влиза в състава на Северния флот на ВМФ на Русия, бордов номер 080.
От 1999 г. се намира в ремонт и модернизация (фактически модернизацията на крайцера започва едва през 2013 г.), завръщането на кораба на бойна служба е планирано за края на 2024 г.

## История на службата
Заложен е на 17 май 1983 г.; На 25 април 1986 г. е спуснат на вода; На 30 декември 1988 г. влиза в строй.
На 22 април 1992 г. е преименуван на „Адмирал Нахимов“.
През юли 1997 г. прави преход до мястото за ремонт. На 14 август 1999 г. влиза за ремонт и модернизация в Севмаш в гр. Северодвинск. В рамките на ремонта и модернизацията на крайцера се планира замяната на морално остарялото радиоелектронно оборудване. Предполага се, че на корабът ще се поставят съвременни цифрови системи, които ще позволят да се въведе радиоелекрониката на крайцера до нивото на XXI век. През 2008 г. планът за ремонт е променен, което позволява да се форсира модернизацията: още през септември започва изваждането на отработеното ядрено гориво. През 2012 г. са завършени подготвителните работи и проектирането на новия облик на кораба.
На 13 юни 2013 г. Севмаш сключва договор с Министерството на отбраната на РФ за ремонт и модернизация на крайцера. Според условията на договора кораба трябва да влезе в бойния състав на флота през 2018 г. През декември 2013 г. на кораба се водят работи по монтаж на системите за технологично осигуряване на ремонтните работи, а също и дефектация и извозване на оборудване.
На 24 януари 2014 г. пресслужбата на „Севмаш“ съобщива, че корабът се готви за преход в мокър басейн. Това е основната задача за 2014 г. Крайцерът ще бъде вдигнат с помощта на четири специално произведени за това понтона, за да се прекара през прага на батопорта. На 4 февруари 2014 г. е завършено строителството на първия понтон. За превеждането на кораба в басейна също ще се използват още 2 допълнителни понтона от блоковете, които са ползвани при поставянето в дока на самолетоносачът „Викрамадитя“. На 4 юни 2014 г. понтоните са поставени на доковото опорно устройство, където се провежда тяхната доработка. След това на крайцера ще продължи демонтажа на оборудването. На 10 юли 2014 г. е готов 2-рия понтон от 4-те планирани за крайцера. На 24 октомври 2014 г. крайцерът е въведен в басейна на Севмаш.
На 30 януари 2015 г. крайцерът е подготвен за огневите работи, продължава демонтажа на вътрешните корпусни конструкции на кораба. На 2 ноември 2015 г. е завършен е демонтажа на старото оборудване. Корабът се подготвя за приемане на новото оборудване.
През февруари 2016 г. – „Севмаш“ завършва дефектацията на конструкциите на корпуса и започва работа по грундиране.
По сведения на ВМФ на Русия, плановият ремонт на атомния крайцер „Адмирал Нахимов“ трябва да завърши до края на 2022 г; изпитанията на кораба, според информацията на пресслужбата на производственото обединение „Севмаш“, трябва да започнат през 2021 г.
Спред публичната информация, в процеса на модернизацията си, крайцерът трябва да получи 80 унифицирани пускови установки УКСК 3С14, които ще могат да осъществяват пуска на няколко типа ракети, такива като различните версии на крилатата ракета „Калибър“, „Оникс“ и перспективната хиперзвукова ракета „Циркон“. Също така крайцерът ще получи комплекси за ПВО „Форт-М“ и „Панцир-М“ и противолодъчните „Пакет-НК“ и „Ответ“.
На 19 август 2020 г. в Севмаш е завършена технологичната операция по изваждането от басейна към мястото за дострояване, за провеждането на втория етап от работите по ремонта и модернизацията на кораба. По състояние към пролетта на 2021 г., Севмаш планира да проведе швартови изпитания през 2021 г, а връщането на кораба към бойна служба е планирано за 2024 г.
През август 2023 г. е съобщено, че стойността на ремонта и модернизацията на кораба, от началото на работите, се е удвоила и вече надминава 200 милиарда рубли.
През ноември 2024 г. сроковете за изпитанията са пренесени за „неопределен срок“ не по-рано от пролетта на 2025-та година.
На 6 декември 2024 г. започват заводските ходови изпитания след края на ремонта с модернизацията.
Главнокомандващият на Военноморския флот на РФ (ВМФ) адмирал Александър Моисеев, по време на международния военноморски салон в Кронщат, на 20 юни 2024 г. отбелязва, че „Адмирал Нахимов“ е преминал глобална модернизация и фактически се явява нов кораб. Неговото строителство се намира във финалната фаза. Той съобщава на журналистите, че изпитанията на атомния ракетен крайцер „Адмирал Нахимов“, след модернизацията, ще започнат през август на същата година.

## Командири
- Капитан 1 ранг Чеботарьов, Валерий Михайлович 1986 – 1989 г.
- Капитан 1 ранг Галанин, Анатолий Фьодорович 1989 – 1994 г.
- Капитан 1 ранг Суханов, Леонид Викторович 1994 – 1998 г.
- Капитан 2 ранг Турилин, Александър Василиевич 1998 – 1999 г.
- Капитан 1 ранг Халевин, Андрей Юриевич 1999 – 2003 г.
- Капитан 1 ранг Василченко, Генадий Александрович 2003 – 2016 г.
- Капитан 2 ранг Пономарьов, Артьом Сергеевич 2023 – понастоящем

## Изображения
- Пусковите установки на крайцера